# كرايغ هيني
كرايغ هيني (بالإنجليزية: Craig Heaney)‏ هو ممثل بريطاني، ولد في أغسطس 1973 في المملكة المتحدة.

## أعمال

### أفلام
- (2007) هدف 2[1]

## وصلات خارجية
- كرايغ هيني على موقع IMDb (الإنجليزية)
- كرايغ هيني على موقع قاعدة بيانات الفيلم (الإنجليزية)